# 高叔祥
高叔祥（1750年—1807年），字業瑞，又字摶，號菊圃，河南邓州（今桑庄镇尹集村）人，清朝政治人物、同進士出身。

## 生平
高叔祥于乾隆四十九年（1784年）甲辰科進士。嘉慶十一年（1806年）奉旨接替馬夔陛擔任臺灣府知府。

## 家族
父高名世，字際五，號思庵，乾隆二十二年（1757年）进士，曾任安徽祁門縣令。